# Třebonín (hrad)
Třebonín je zaniklý hrad v okrese Kutná Hora ve Středočeském kraji. Nachází se nad levým břehem Medenického potoka v katastrálním území Lomec asi jeden kilometr východně od Lomce a 750 metrů západně od Třebonína. Předpokládá se, že byl osídlen ve třináctém až čtrnáctém století a jeho terénní pozůstatky jsou chráněny jako kulturní památka.

## Historie
Nejsou známé žádné písemné prameny, které by se k hrádku vztahovaly. V sedmdesátých letech dvacátého století lokalitu povrchově zkoumali Zdeněk Smetánka a Jiří Škabrada, ale nepodařilo se jim získat žádné nálezy, které by umožnily datovat vznik opevnění. Dochovaný reliéf odpovídá sídlům z období třináctého a čtrnáctého století.

## Stavební podoba
Pozůstatky hrádku se nachází na úzké skalnaté ostrožně nad levým břehem Medenického potoka. Přístupovou stranu přetíná val a obloukovitě vedený příkop. Plošina za ním je nevýrazně členěná, ale toto členění je nejspíše důsledkem tvarů skalního podloží.